# Olaug Bollestad
Olaug Vervik Bollestad (Strand, 4 november 1961) is een Noors politica van de Kristelig Folkeparti. Sinds november 2021 is zij partijleider van KrF. Eerder was ze minister van Landbouw en van Jeugd en Gezin in het kabinet Solberg.

## Biografie
Bollestad werd geboren in Strand als dochter van Kåre Otto Vervik, arbeider in de staalindustrie, en huisvrouw Grete Serigstad. Zij volgde het gymnasium in haar geboorteplaats. Na haar middelbare school ging ze naar een bijbelschool in Oslo en volgde een opleiding tot verpleegkundige in Stavanger. Op latere leeftijd volgde zij nog een postacademische opleiding tot IC-verpleegkundige aan de Universiteit van Stavanger. Tussen 1987 en 2007 werkte ze als verpleegkundige in het Academisch ziekenhuis Stavanger.

## Politieke carrière
In 2003 werd Bollestad gekozen in het gemeentebestuur van Gjesdal. In 2007 werd ze tevens lid van de provincieraad van Rogaland. In het zelfde jaar werd ze gekozen tot Ørdfører van Gjesdal. Dat bleef ze tot 2013. Bij de verkiezingen in 2013 werd ze gekozen in de Storting. In 2017 werd ze herkozen. In 2019 trad KrF toe tot het kabinet Solberg. Bollestad werd daarbij minister van Landbouw. Vanaf september 2021 was zij tevens minister voor Jeugd en Gezin nadat Kjell Ingolf Ropstad, naast minister ook partijleider van KrF, gedwongen aftrad. Na de verkiezingen van 2021 ging KrF in de oppositie. Zij werd in november 2021 door haar partij gekozen om de vacature als partijleider op te vullen. 